# Amtsgericht Grottkau
Das Amtsgericht Grottkau war ein preußisches Amtsgericht mit Sitz in Grottkau, Provinz Schlesien.

## Geschichte
In Grottkau bestand von 1949 bis 1879 das Kreisgericht Grottkau. Das königlich preußische Landgericht Grottkau wurde mit Wirkung zum 1. Oktober 1879 als eines von sechs Amtsgerichten im Bezirk des Landgerichtes Brieg im Bezirk des Oberlandesgerichtes Breslau gebildet. Der Sitz des Gerichtes war Grottkau. Sein Gerichtsbezirk umfasste den Kreis Grottkau außer den Teilen, die den Amtsgerichten Neisse und Ottmachau zugeordnet waren. Am Gericht bestanden 1880 zwei Richterstellen. Das Amtsgericht war damit ein kleines Amtsgericht im Landgerichtsbezirk.
Im Jahre 1945 wurden der Amtsgerichtsbezirk unter polnische Verwaltung gestellt und die deutschen Einwohner vertrieben. Damit endete auch die Geschichte des Amtsgerichtes Grottkau.